# Vernoux-en-Gâtine
Vernoux-en-Gâtine is een gemeente in het Franse departement Deux-Sèvres (regio Nouvelle-Aquitaine) en telt 654 inwoners (1999). De plaats maakt deel uit van het arrondissement Parthenay.

## Geografie
De oppervlakte van Vernoux-en-Gâtine bedraagt 30,7 km², de bevolkingsdichtheid is 21,3 inwoners per km².
De onderstaande kaart toont de ligging van Vernoux-en-Gâtine met de belangrijkste infrastructuur en aangrenzende gemeenten.

## Demografie
Onderstaande figuur toont het verloop van het inwonertal (bron: INSEE-tellingen).